# Arado SD.I
L'Arado SD.I est un chasseur expérimental allemand de l'entre-deux-guerres. Premier chasseur construit en Allemagne, dans l’illégalité, depuis la fin de la Première Guerre mondiale, il fit l'objet de développements qui aboutirent à l'Arado Ar 64.

## Arado SD.I
Walter Rethel (de) signait en 1927 le premier monoplace de chasse réalisé par Arado avec ce sesquiplan à ailes décalées répondant au programme Heitag, premier programme de chasseur émit par l'armée allemande depuis la fin de la Première Guerre mondiale. Le fuselage était en tubes d’acier soudés et les ailes en bois, le tout recouvert de contreplaqué entoilé. Compact, de conception relativement avancée et armé de 2 mitrailleuses de capot LMG 08/15 de 7,92 mm comme les chasseurs de la Première Guerre mondiale, ce fut le premier chasseur commandé par le Reichswehrministérium. Deux prototypes furent construits, le premier prenant l’air le 11 octobre 1927. Peu maniable à basse vitesse et jugé fragile par le RWM, il s’écrase durant les essais à Rechlin le 11 octobre 1927, tuant son pilote, le Dr Theodor Bienen. Ce monoplace fut donc abandonné au profit du SD.II. 

## Arado SD.II
Le programme Heitag n’ayant produit que des machines médiocres, la Reichswehr avait émis de nouvelles spécifications, précisant qu’une vitesse maximale de 350 km/h au moins devait être atteinte.Walter Rethel reprit donc la structure générale du SD.I mais dessina un biplan plus lourd et plus grand, dont deux prototypes furent construits en 1929 en concurrence avec le Heinkel HD 37, chacun recevant un moteur différent. Le SD.II était équipé d’un moteur 9 cylindres en étoile Gnome et Rhône Jupiter VI à réducteur de 530 ch, construit sous licence par Siemens & Halske et entraînant une hélice tripale en bois de grand diamètre qui imposait une assiette cabrée au roulage et rendait l’appareil délicat à piloter. Cet appareil fut testé successivement à Berlin-Staaken, Rechlin et Lipetsk.

## Arado SD.III
Le second prototype de chasseur construit par Walter Rethel en 1929 à partir du SD.I reçut un moteur Gnome et Rhône Jupiter VI sans réducteur de 510 ch entraînant une bipale plus classique que la tripale de grand diamètre du SD.II. Au passage l’avant du fuselage était légèrement redessiné et le train d’atterrissage principal raccourci. Armé comme le SD.II de deux mitrailleuses LMG 08/15 de 7,92 mm, ce prototype servit au développement de l’Arado Ar 64. Cet appareil qui fut également testé à Berlin-Staaken, Rechlin et Lipetsk, et reçut une immatriculation civile [D-1973].